# Université fédérale d'Ouro Preto
L’Université fédérale d'Ouro Preto (UFOP) est un établissement d'enseignement supérieur public fédéral brésilien, dont le siège est à Ouro Preto, dans l' État de Minas Gerais. Actuellement, elle compte également avec des unités dans les villes de Mariana et João Monlevade, toutes deux dans le Minas Gerais. Elle est créée le 21 août 1969 à partir de l'incorporation de deux établissements d'enseignement supérieur vieux de plusieurs siècles : l'École de pharmacie, fondée en 1839 et l'École de Minas, fondée en 1876. Actuellement, c'est l'une des universités les plus importantes du Minas Gerais et également du Brésil.